# Jean-Marc Authié
Jean-Marc Authié est un footballeur français, né le 9 février 1967 à Lavelanet. Il évolue au poste de milieu de terrain de la fin des années 1980 au milieu des années 1990.

## Biographie
Il joue deux matchs en Division 1 avec l'AS Saint-Étienne et 157 matchs en Division 2 avec l'ASOA Valence et le Red Star FC.

## Palmarès
- Division d'honneur régionale (DHR) de Rhône-Alpes : Vainqueur en 1989 avec l'équipe réserve de l'AS Saint-Étienne
- Division 3 Groupe Sud : Champion en 1992 avec l'ASOA Valence